# Lego

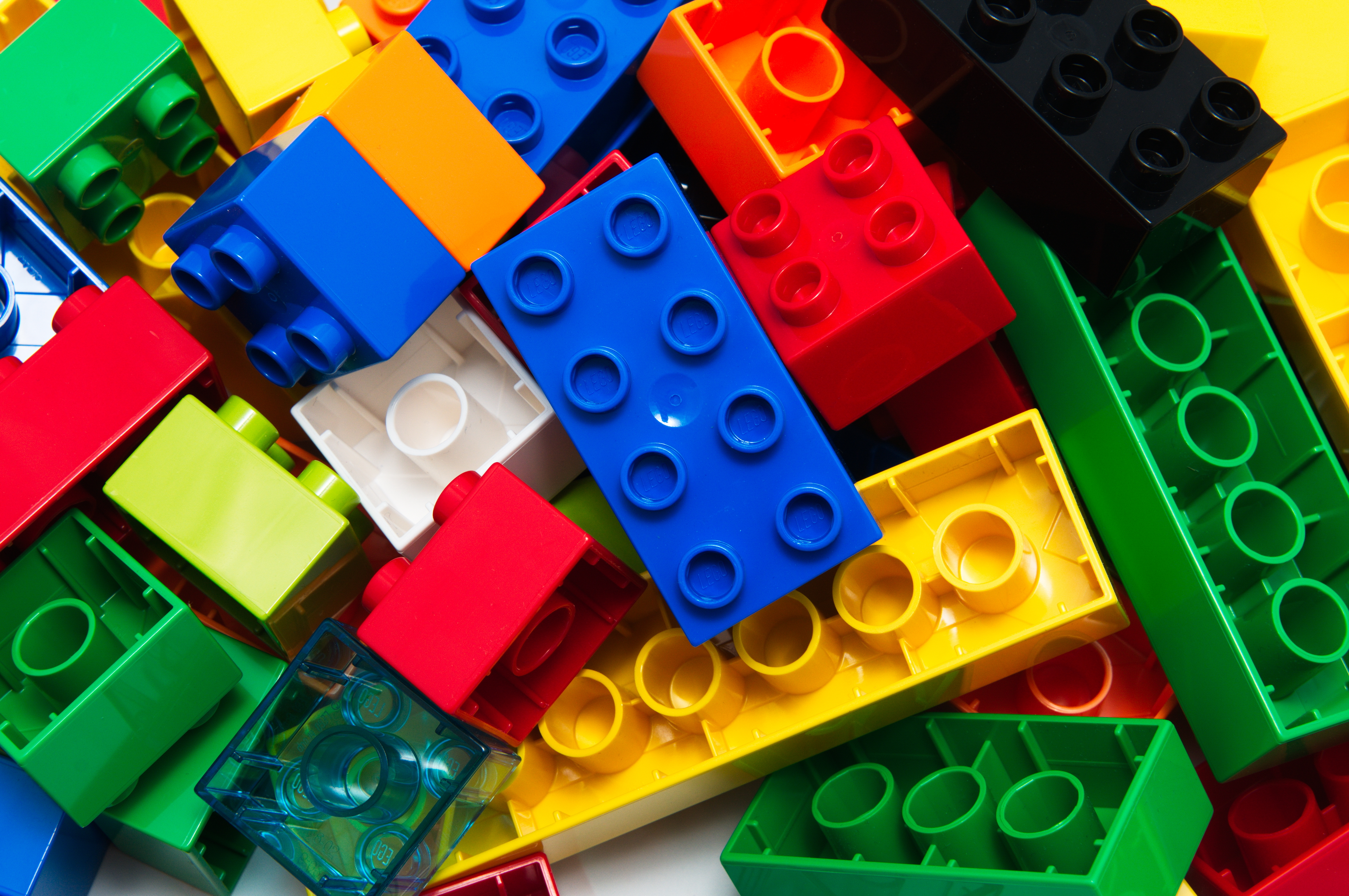
Lego Duplo.

Lego är ett modulärt leksaksbyggsystem bestående av byggelement i plast, så kallade legobitar, vilket tillverkas och säljs av det danska leksaksföretaget Lego A/S. Ursprungligen utvecklat 1949 av dansken Godtfred Kirk Christiansen (1920-1995), grundar sig systemet på byggklossar med fästknoppar ovantill och motsvarande knoppfästen undertill som tillåter fästande hopbyggnation, sedermera kallade legoklossar (danska: legoklodser). 

## Etymologi
Lego kommer från danskans leg godt, på svenska "lek gott". Lego är ett familjeföretag som ingår i ägarfamiljens finansbolag Kirkbi A/S. Huvudkontoret ligger i Billund. Företaget startades av Ole Kirk Christiansen (1891-1958), far till uppfinnaren Godtfred Kirk Christiansen. 

## Historia

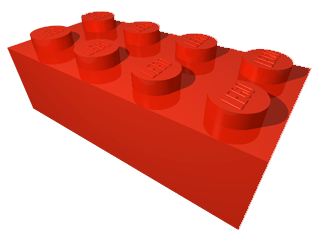
3D-modell av en legobit.

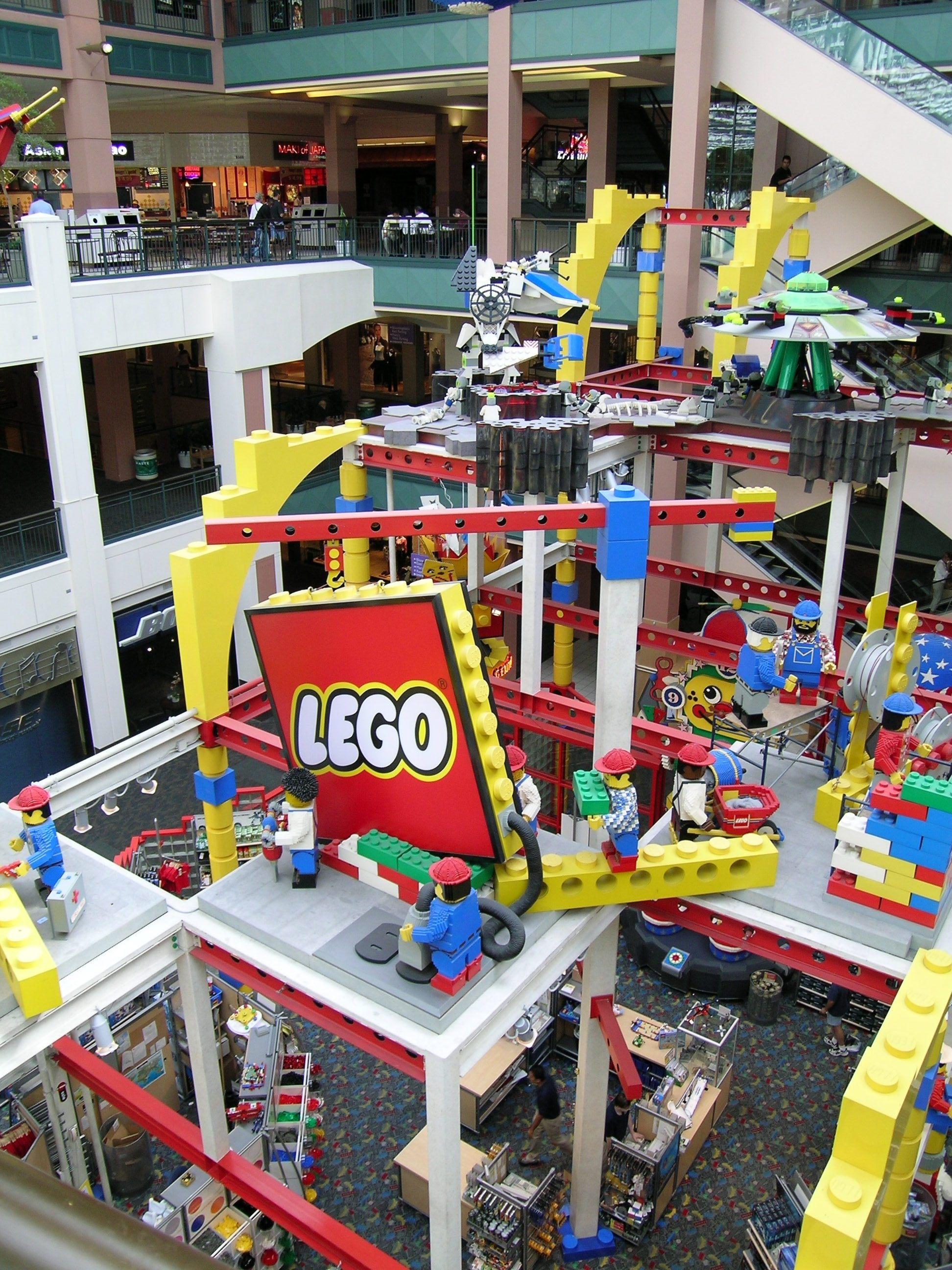
Lego i ett varuhus i USA.

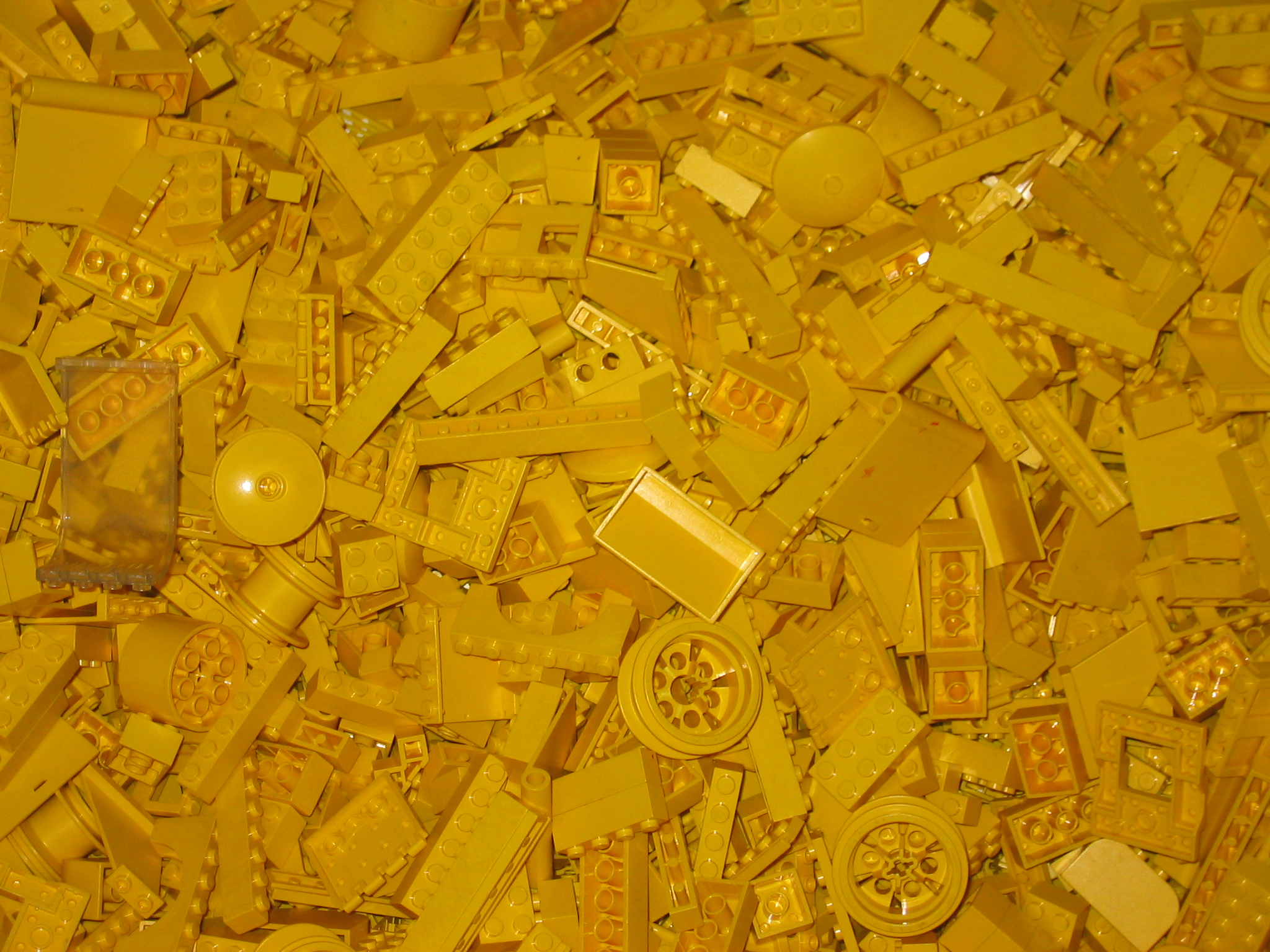
Gula legobitar.

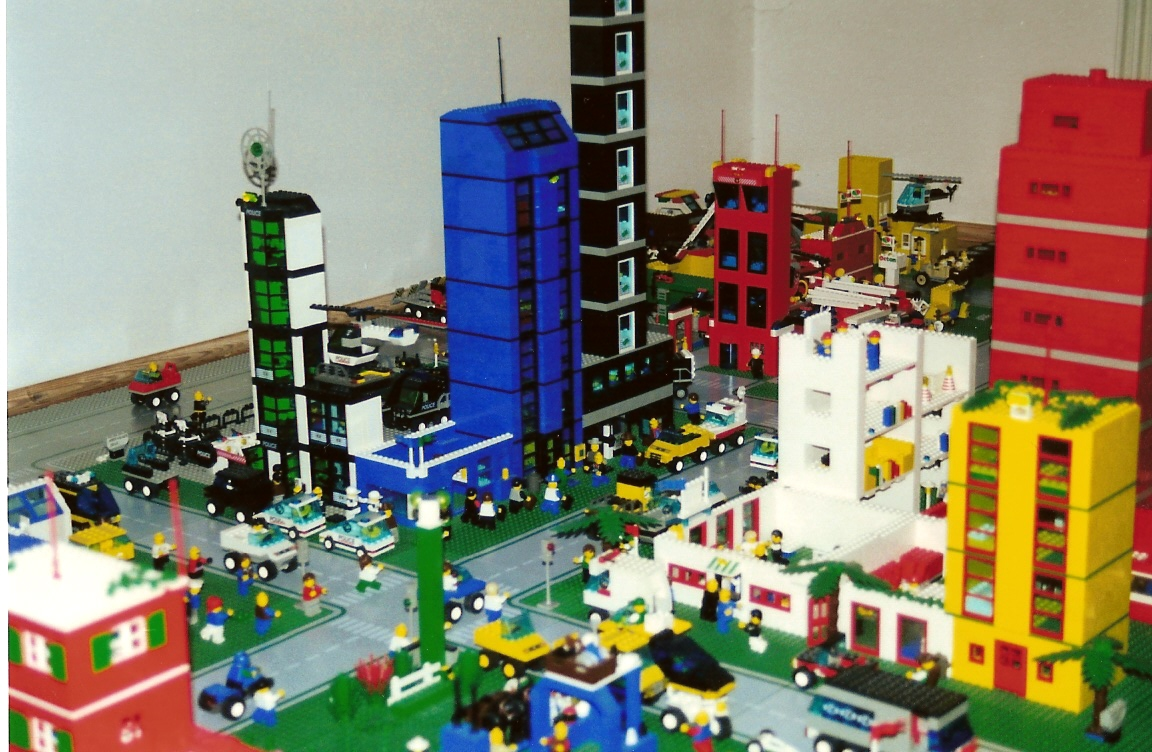
Stadsmiljö uppbyggt av legobitar.

Lego går tillbaka till den verksamhet som Ole Kirk Christiansen tog över 1916 när han köpte Billund Maskinsnedkeri. De kommande åren var han verksam som snickare och hans företag byggde i Billund-trakten. I början på 1930-talet började snickeriet tillverka leksaker som en följd av den ekonomiska depressionen som gjorde att antalet bygguppdrag blev färre. 1935 visades träleksakerna upp på en mässa i Fredricia. Bland annat tillverkades jojosar. 1936 tog företaget namnet Lego och det blev, och är fortfarande, varumärket för leksakerna. Senare blev modellbilar i trä en stor framgång. Bolaget hade ofta finansiella problem under den ekonomiska depressionen på 1930-talet och fabriken brann ned tre gånger mellan 1924 och 1942 men verksamheten kunde återuppbyggas. Hela familjen med grundarens fyra söner engagerades i verksamheten som med tiden växte.

### De första plastklossarna
Under andra halvan av 1940-talet började Ole Kirk Christiansen intressera sig för plast som material. Plasten blev alltmer populär och dessutom rådde brist på bland annat trä som material till produkterna. Lego introducerade de första plastklossarna 1949 under namnet Automatic Binding Bricks efter förebild av Kiddicrafts Self-locking Bricks som utvecklats av Hilary Page. Dessa tidiga klossar var tillverkade i cellulosaacetat och såldes i askar med klossar i olika storlekar som kunden fick bygga samman efter eget huvud. Motståndet mot plastleksaker var stort och försäljningen gick trögt under dessa tidiga år. 1952 döptes klossarna om till det mer danskklingande Lego Mursten. I mitten av 1950-talet började Lego sälja sina klossar på export. Sverige var en av de första marknaderna, senare följde övriga nordiska länder samt Västtyskland, Österrike och Schweiz.
1955 introducerade Lego färdiga byggsatser med instruktioner för att sätta samman en specifik byggnad. Byggsatserna kallades System i leg ("System i lek") och kompletterades senare med färdiga vägmärken, trafiksignaler samt motorcyklar och bilar, så att man kunde bygga upp en egen liten stad. System i leg höll skala 1:87 (eller H0-skala), och passade bra till modelljärnvägar. 1958 förbättrades klossarna med de ihåliga rör på undersidan som används än idag och som gör att klossarna håller ihop bättre.
1960 kom Lego-hjulet. Det blev den första av en rad nya klossar som såldes i grundsatser under namnet Basic och ersatte det begränsade Lego Mursten-sortimentet. Med dessa nya klossar kunde man nu bygga bilar och andra fordon, bland annat ett lokomotiv som rullade på gummihjul. Dessa fordon kunde kompletteras med en batteridriven elmotor. Från 1963 tillverkades klossarna i ABS-plast. Dessutom förfinades gjutprocessen. Gjutmaskinerna har en tolerans på en mikrometer, och 18 bitar per miljon kasseras pga felaktigheter (2015).
Lego-tåget med tillhörande räls introducerades 1966. Det skulle bli en av Legos mest framgångsrika produktserier och vidareutvecklade tåg tillverkas än idag. Tågen såldes även med batteridriven 4,5V motor, eller 12V motor som drevs med hushållsström via en transformator.

### Legoland
1968 invigdes den första temaparken Legoland på Jylland. Året därpå kom en serie hus och andra byggnader kallad Legoland som ersatte det äldre System i leg. Stadsbyggandet i Legoland-serien kompletterades med bilar, utryckningsfordon med mera. Skalan var betydligt större än System i lego och passade till Lego-tåget. Idag har Lego-staden utvecklats vidare till Lego City.
1969 introducerades Lego Duplo, avsett för mindre barn. Det blev början på en kraftig expansion av produktserier under 1970-talet. Bland annat tillkom dockliknande figurer samt möbler och andra inredningsartiklar avsedda för flickor. I Legoland-serien tillkom de idag klassiska gula plastgubbarna. 1977 kom Expert Builder-serien, som föregick dagens Lego Technic-serie.
Under 1990-talet gjorde Lego dåliga resultat ur ett ekonomiskt perspektiv. Orsakerna var flera. Dels hade Lego fått stor konkurrens av andra typer av leksaker, främst dator- och TV-spel, samt av olika samlartrender som till exempel Pokémon. Dels hade andra företag med liknande produkter tagit en bit av marknaden.
Lego gjorde ett försök att haka på dator- och TV-spelsmarknaden i ett samarbete med Oracle. Dessvärre blev det en dyrköpt erfarenhet för Lego. Utvecklingen av spelen tog lång tid och blev mycket dyrare än beräknat och höll nästan på att tömma deras kassa. Efter att ha vidtagit åtgärder som kan ses som en marknadsanpassning kom bolaget på fötter igen. Lego har bland annat köpt delar av rättigheterna till Star Wars och Harry Potter som nu återfinns i deras sortiment både i form av byggsatser och TV-spel. Med tiden har även satsningen på dator- och TV-spel burit frukt, och där går det att finna en rad olika spel där spelfigurerna utgörs av små Lego-gubbar, exempelvis Lego Star Wars, Lego Batman och Lego Indiana Jones.
Sedan 2000-talet har Lego tillverkat en rad olika byggsatser med figurer och scener ur Hollywoodfilmer. I samband med premiärerna av Episod I, II och III av Star Wars-filmerna gjordes exempelvis Lego-figurer av Luke Skywalker, Darth Vader, Han Solo med flera. Även skepp från filmerna, som Millennium Falcon har använts som förlagor till Legobyggsatser. Lego har även gjort Legobyggsatser med Harry Potter, Indiana Jones, Spindelmannen med flera.

## Lego som vuxenhobby
Lego tillverkas och marknadsförs i första hand som en barnleksak, men konstruktionsleksaker har i alla tider lockat även vuxna byggare som en avkopplande hobby. Det finns många sammanslutningar på Internet som samlar vuxna Lego-entusiaster i alla åldrar, och i många länder finns lokala byggklubbar som anordnar regelbundna träffar. Vissa av de senaste årens största och dyraste byggsatser från Lego har riktat sig åtminstone delvis till vuxna byggare. I Sverige finns föreningen Swebrick för vuxna Legobyggare där medlemmarna bland annat bygger större landskap/dioramor tillsammans.

## Några Lego-system

### Lego Basic
Basic är det klassiska Lego-systemet i originalstorleken skapat av dansken Godtfred Kirk Christiansen år 1949. Utifrån Lego Basic har mängder av olika Legotyper utvecklats, såsom Lego Baby, Lego Duplo och Lego Technic.

### Lego Duplo
Duplo är en kategori av Lego med bitar som är dubbelt så stora som vanligt Lego. Duplo riktar sig till barn som är mellan två och sex år gamla.

### Lego Quatro
Quatro var en kategori av Lego med bitar dubbelt så stora som Lego Duplo-bitar. Quatro riktade sig till barn mellan ett och tre år.

### Lego Baby
Baby var en kategori av Lego med bitar dubbelt så stora som Lego Quatro-bitar. Baby riktade sig till barn mellan 1 och 18 månader.

### Lego Technic
Technic, även kallat tekniklego, är en serie med mer teknisk inriktning. I Lego Technic finns bl.a. elektriska motorer, kugghjul och axlar. En stor majoritet av släppta Lego Technic-modeller är modeller av fordon, till exempel bilar, helikoptrar och båtar.

### Lego Mindstorms
Mindstorms är en serie produkter med vilka man kan bygga sina egna robotar av Legobitar. Man programmerar sedan sin robot så att den gör det man vill.

### Lego City
City är en serie Lego-modeller av diverse arbeten eller händelser i staden Lego City. Byggnadsarbetare, poliser, ambulanser och brandbilar finns för att man ska kunna bygga en Lego-stad. På 2000- och 2010-talet hade LEGO City en igenkännbar reklam som gick ut på att man skulle rädda LEGO City genom att bygga olika LEGO-modeller, såsom sjukhuset, polisstationen eller byggfordonet.

### Lego Exo-force
Lego Exo-Force är en Lego-serie i mangastil med figurer som medverkar i ett äventyr, vilket utspelar sig kring ett berg som heter Sentai. De små gubbarna slåss i robotliknande maskiner mot andra robotar. Manga-fans har sedan länge använt sig av Lego för att bygga sina favoritfigurer.[källa behövs] Lego Exo-force är emellertid första gången som Lego har ägnat en hel serie åt detta tema. Lego Exo-force finns dock inte längre att köpa nytt.

### Bionicle
Bionicle är en serie Lego-figurer som är skapade för målgruppen 7-17 år. Bionicle-figurer kan köpas i burkar och lådor. Bland äldre fans har den invecklade bakgrundshistorien blivit mycket populär.

### Hero Factory
Hero Factory är en serie av actionfigurer konstruerade med Legobitar. Serien är en ersättare till Bionicle och är utseendemässigt mycket lik sin föregångare.

### Lego Indiana Jones
Lego Indiana Jones är en serie modeller från Indiana Jones-filmerna.

### Lego Star Wars
Lego Star Wars är en serie modeller från Star Wars-filmerna och Clone Wars-serien.

### Lego Minecraft
Lego Minecraft är en serie modeller baserade på spelet Minecraft.

### Lego Harry Potter
Lego Harry Potter är en serie modeller baserad på den kända filmserien Harry Potter som lanserades för första gången 2001. År 2018 kom en ny uppsättning. Denna gång var den också baserad på filmen Fantastiska vidunder inom samma genre (utöver Harry Potter). Det finns två Lego Harry Potter-baserade spel: Lego Harry Potter år 1-4 och Harry Potter år 5-7. 

### Lego Ideas
Lego Ideas är en produktserie där privatpersoner får skicka in sina egna designer. Om bygget får 10 000 röster så granskas det av Lego, och kan sedan släppas som en officiell LEGO-byggsats som kan köpas i butik.

## Legoparker i världen
Den första Legoparken, Legoland, öppnades 1968 i Billund i Danmark, och den var under lång tid den enda nöjesparken för Lego-fantaster. Under 1990-talet började Lego att bygga fler parker, och idag finns Legoparker även i USA, Storbritannien, Tyskland, Dubai, Japan, Sydkorea och Malaysia.

## Lego-baserade filmer
Sedan de första korta så kallade brickfilmerna började skapas av amatörer från 1970-talet har ett stort antal film- och tv-produktioner gjorts (inte sällan med koppling till Legos tv- och datorspel). År 1987 sändes i Storbritannien och Kanada den dockanimerade tv-serien Edward and Friends, följd av flera kortfilmer, videoproduktioner och tv-serier, framför allt under 2000-talet. År 2014 lanserade Warner Bros den första i en serie biograffilmer, The Lego Movie. År 2017 släpptes filmen Lego the batman movie och filmen The lego ninjago movie baserad på Lego-modellserien Lego Ninjago och år 2019 släpptes The Lego Movie 2 som är en uppföljare till The Lego Movie.

## Lego-baserade tv/dator-spel
Under år 1999 och på 2000-talet har det släpps ett antal tv/dator-spel. Det första tv/datorspelet som släpptes var racingspelet Lego Racers som kom ut 1999.

## Liknande system från andra bolag
Mellan 1930- och 1960-talen fanns det flera liknande system, då patenten oftast bara täckte det egna landet. Efter Legos framgångar har andra företag dykt upp runt om i världen med byggklossar av liknande typ, oftast kompatibla med Legos egna produkter. Exempel på sådana företag är till exempel COBI (Polen), Enlighten Brick (Kina), LEPIN (Kina) CoCo (Kina), Best-Lock (Storbritannien) och Mega-Bloks (USA).
Lego har många gånger försökt dra de olika bolagen och dess distributörer inför rätta, men på senare år misslyckats mer och mer. Idag har Lego inte längre monopol på byggklossarna, och samtliga patent är utgångna. Det är idag fullständigt lagligt i samtliga världens länder att producera och skapa liknande byggsystem av ABS-plast som är kompatibla med Legos produkter. Namnet Lego är dock ett registrerat varumärke, och företagets moderna produkter har mönsterskydd. Det är alltså inte tillåtet att tillverka och sälja direkta kopior av Legos satser eller kopiera designen på deras nyare bitar.